# Архиепархия Портленда
Архиепархия Портленда (лат. Archidioecesis Portlandensis in Oregon) — архиепархия Римско-Католической церкви в городе Портленд, штат Орегон, США. В митрополию Портленда входят епархии Бейкера, Бойсе, Грейт-Фолс — Биллингса, Хелены. Кафедральным собором архиепархии Портленда является Собор Непорочного зачатия Пресвятой Девы Марии.

## История
1 декабря 1843 года Римский папа Григорий XVI издал бреве Pastorale officium, которым учредил апостольский викариат территории Орегона, выделив его из епархии Сент-Луиса и архиепархии Квебека.
24 июля 1846 года апостольский викариат территории Орегона передал часть своей территории епархии Уолла-Уоллы (упразднена в 1853 году) и епархии Острова Ванкувера (сегодня — Епархия Виктории). В этот же день апостольский викариат территории Орегона был преобразован в епархию Орегон-Сити
29 июля 1850 года епархия Орегон-Сити была возведена в ранг архиепархии.
3 марта 1868 года и 9 июня 1903 года архиепархия Орегон-Сити передала часть своей территории апостольскому викариату Айдахо и Монтаны (сегодня — Епархия Бойсе) и епархии Бейкера.
26 сентября 1928 года Римский папа Пий XI издал буллу Ecclesiarum omnium, которой переименовал архиепархию Орегон-Сити в архиепархию Портленда.

## Ординарии архиепархии
- архиепископ Франсуа Норбер Бланше[англ.] (01.12.1843 — 12.12.1880)
- архиепископ Чарльз Джон Сегерс[англ.] (18.12.1880 — 09.03.1884)
- архиепископ Уильям Хикли Гросс[англ.],

CSsR (01.02.1885 — 14.11.1898)
- архиепископ Александр Кристи[англ.] (04.03.1899 — 06.04.1925)
- архиепископ Эдвард Дэниел Ховард[англ.] (30.04.1926 — 09.12.1966)
- архиепископ Роберт Джозеф Дуайер[англ.]  (9.12.1966 — 22.01.1974)
- архиепископ Корнелиус Майкл Пауэр[англ.] (15.01.1974 — 01.07.1986)
- архиепископ Уильям Джозеф Левада (01.07.1986 — 17.08.1995) — назначен архиепископом Сан-Франциско, кардинал с 2006
- архиепископ Фрэнсис Юджин Джордж (30.04.1996 — 07.04.1997) — назначен архиепископом Чикаго, кардинал с 1998
- архиепископ Джон Джордж Влажны[англ.] (28.10.1997 — 29.01.2013)
- архиепископ Александр Кинг Сэмпл[англ.] (с 29.01.2013)

## Источник
- Annuario Pontificio, Libreria Editrice Vaticana, Città del Vaticano, 2003, ISBN 88-209-7422-3
- Бреве Pastorale officium, Raffaele de Martinis, Iuris pontificii de propaganda fide. Pars prima, т. V, Romae, 1893, стр. 319  (лат.)
- Булла Ecclesiarum omnium Архивная копия от 3 марта 2013 на Wayback Machine, AAS 21 (1929), стр. 649  (лат.)